# Суперлига Турске у фудбалу
Суперлига Турске у фудбалу (тур. Süper Lig) је најјача фудбалска лига у Турској. Највише титула до сада освојио је Галатасарај (25), а иза њега су Фенербахче (19) и Бешикташ (16). Лига је основана 1957. године.

## Систем такмичења
Лига има 18 клубова. Игра се двокружно, 34 кола. Првопласирани клуб обезбеђује место у групној фази УЕФА Лиге шампиона, док другопласирани клуб игра у трећем колу квалификација за УЕФА Лигу шампиона. Трећепласирани клуб игра у трећем колу квалификација за УЕФА лигу Европе, док четвртопласирани клуб игра у другом колу квалификација за УЕФА лигу Европе На крају сваке године три последња тима испадају у другу лигу.

## Клубови у сезони 2018/19.
| Галатасарај          | 1                                    |
| Јени Малатјаспор     | 2                                    |
| Истанбул Башакшехир  | 3                                    |
| Конијаспор           | 4                                    |
| Касимпаша            | 5                                    |
| Бешикташ             | 6                                    |
| Фенербахче           | 7                                    |
| Сиваспор             | 8                                    |
| Анталијаспор         | 9                                    |
| Кајсериспор          | 10                                   |
| Акхисар Беледијеспор | 11                                   |
| Бурсаспор            | 12                                   |
| Алањаспор            | 13                                   |
| Гозтепе              | 14                                   |
| Трабзонспор          | 15                                   |
| Ризеспор             | 1. у Другој лиги Турске              |
| Анкарагучу           | 2. у Другој лиги Турске              |
| Ерзурум ББ           | Победник баража у Другој лиги Турске |

## Шампиони
| Клуб                | Титула | Година титуле |
| ------------------- | ------ | --- |
| Галатасарај         | 25     | 1962, 1963, 1969, 1971, 1972, 1973, 1987, 1988, 1993, 1994, 1997, 1998, 1999, 2000, 2002, 2006, 2008, 2012, 2013, 2015, 2018, 2019, 2023, 2024, 2025 |
| Фенербахче          | 19     | 1959, 1961, 1964, 1965, 1968, 1970, 1974, 1975, 1978, 1983, 1985,1989, 1996, 2001, 2004, 2005, 2007, 2011, 2014                                      |
| Бешикташ            | 16     | 1957, 1958, 1960, 1966, 1967, 1982, 1986, 1990, 1991, 1992, 1995, 2003, 2009, 2016, 2017, 2021                                                       |
| Трабзонспор         | 7      | 1976, 1977, 1979, 1980, 1981, 1984, 2022 |
| Бурсаспор           | 1      | 2010 |
| Истанбул Башакшехир | 1      | 2020 |